# Jardines de Selva de Sarasota

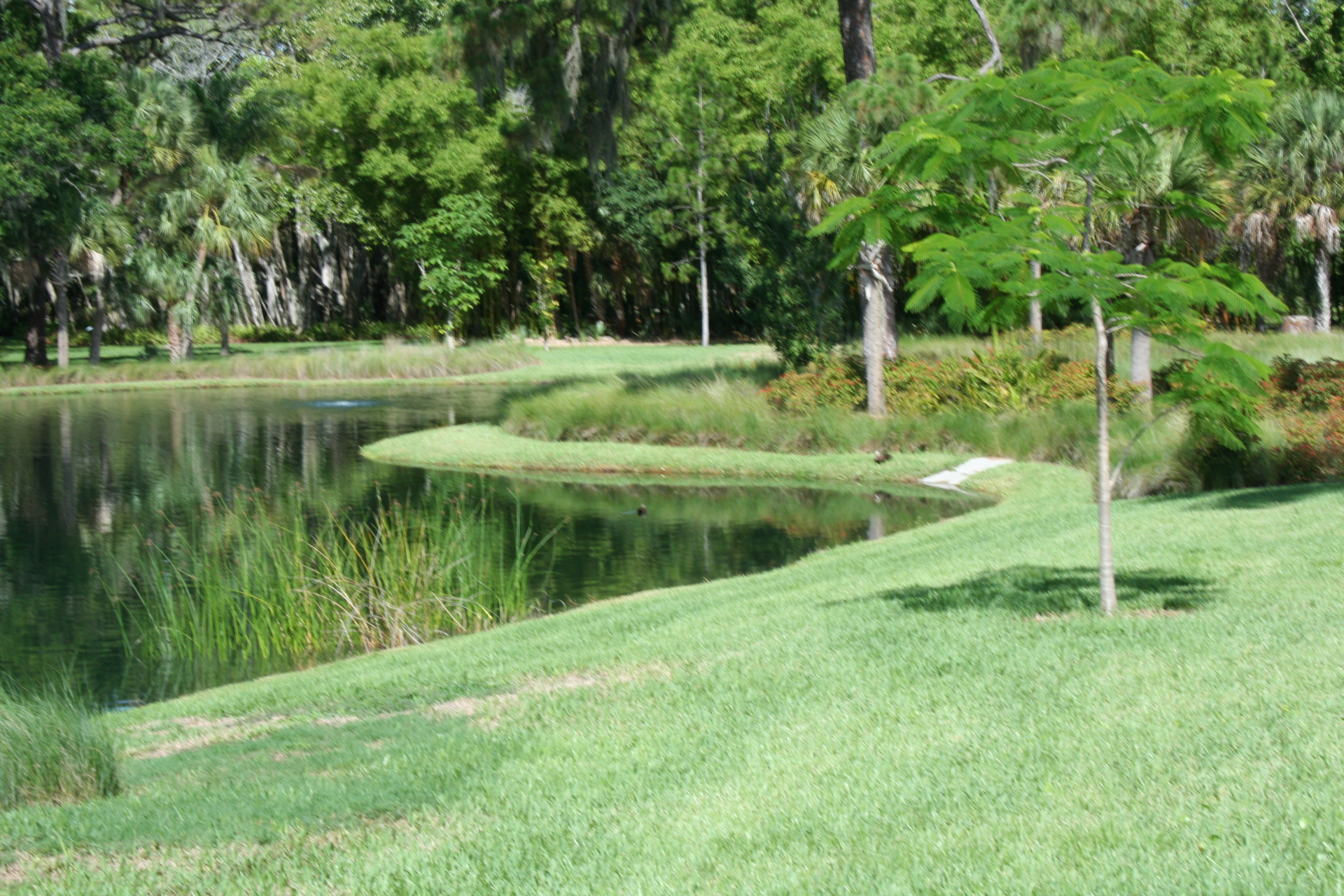
Uno de los lagos.

Los Jardines de Selva de Sarasota (en inglés: Sarasota Jungle Gardens), es un jardín botánico y arboreto de 10 acres (unos 40.468 m²) de extensión, especializado en plantas del área de donde se encuentra, además de espectáculos de aves y animales. Está abierto al público por una tarifa de entrada por uso y también ofrece pases de membresía anuales.

## Localización
El jardín botánico se ubica en:
Sarasota Jungle Gardens, 3701 Bay Shore Road, Sarasota, 34234 Florida, United States of America-Estados Unidos de América.

## Historia
El lugar donde están enclavados los Sarasota Jungle Gardens era en la década de 1920, una platanera cenagosa clasificada en los expedientes de la ciudad como «an impenetrable swamp» (una ciénaga impenetrable). A inicios de la década de 1930, David Breed Lindsay, un periodista local, compró la arboleda para crear un jardín botánico. Comenzaron su andadura en 1936, cobrando una tarifa de admisión y en 1940, los jardines de la selva se abrieron para el negocio esencialmente como en su forma actual. A finales de la década de 1940, los jardines de la selva fueron vendidos a la filantrópica familia Allyn, que continúan administrándola.
Los Sarasota Jungle Gardens han sido una atracción turística en  Sarasota desde 1936. En ellos podemos admirar plantaciones botánicas junto con exhibiciones de pájaros y de animales tropicales. Las demostraciones especiales se llevan a cabo cada diciembre coincidiendo con la temporada alta de vacaciones, e incluyen un clásico espectáculo de títeres Punch y Judy realizado por el "Profesor DeWitt"  que se ha convertido en una tradición anual durante los últimos dieciséis años. 
Los jardines de la selva son una atracción turística orientada a toda la familia, quizá pasada de moda pero que continúa atrayendo al público.

## Características
La mayor atracción del parque son los flamencos en libertad. Los invitados pueden alimentarlos con la mano y caminar entre ellos. También hay otras oportunidades para experiencias interactivas de cerca con reptiles, loros, mariposas y mamíferos. Los jardines sirven para inspirar y educar a miles de visitantes locales e internacionales cada año y ofrecen espectáculos educativos y de entretenimiento diarios. Hay una cafetería y una tienda de regalos en el lugar.
El parque alberga varios jardines mantenidos independientemente; cada uno de ellos con un enfoque particular, los jardines incluyen especies de pantas nativas y exóticas de todo el mundo, como por ejemplo el nogal australiano, un árbol bunya-bunya, el pino de la isla Norfolk, el más grande de Florida, numerosas plantas de humedales, espadaña, una gran higuera estranguladora, palmas reales, Philodendron selloum, plátanos, manzano peruano, cactus y helechos cuerno de alce, así como aceres, y robles rojos nativos, además de cipreses nativos.